# カール・ムント
カール・アール・ムント（英語：Karl Earl Mundt, 1900年6月3日 - 1974年8月16日）は、アメリカ合衆国の政治家。所属政党は共和党。連邦下院議員、連邦上院議員を務めた。

## 経歴
ムントは1900年6月3日にサウスダコタ州ミネハハ郡フンボルトで生まれた。アメリカ合衆国下院議員(SD-1)を5期務めた後、ヴェラ・ブッシュフィールド上院議員の死去に伴ってアメリカ合衆国上院議員に就任し、以後4選を果たした。
政府の発する情報は海外向けと国民向けとで厳格に区別されなければならないとする、1948年のスミス・ムント法（連邦情報・教育交換法、en:Smith–Mundt Act）成立に尽力した。

## ヴィジョン・オヴ・アメリカ
1950年7月1日付連合国軍最高司令官総司令部ダグラス・マッカーサーあての書簡で、海外向け国営テレビ「ヴィジョン・オヴ・アメリカ」のための放送システムを日本に作るよう提案し、退けられたが、正力松太郎や柴田秀利を通して、日本国内で最初の民放テレビ・日本テレビ発足を支援した。